# تريفور ستينز
تريفور ستينز (بالإنجليزية: Trevor Stines)‏ ممثل أمريكي من مواليد 15 يوليو 1996. معروف بدوره في ريفرديل (2017–2022).

## روابط خارجية
- تريفور ستينز على موقع IMDb (الإنجليزية)
- تريفور ستينز على موقع روتن توميتوز (الإنجليزية)
- تريفور ستينز على موقع ألو سيني (الفرنسية)
- تريفور ستينز على موقع قاعدة بيانات الفيلم (الإنجليزية)
- تريفور ستينز على موقع كينوبويسك (الروسية)